# Wirwachs malmgård

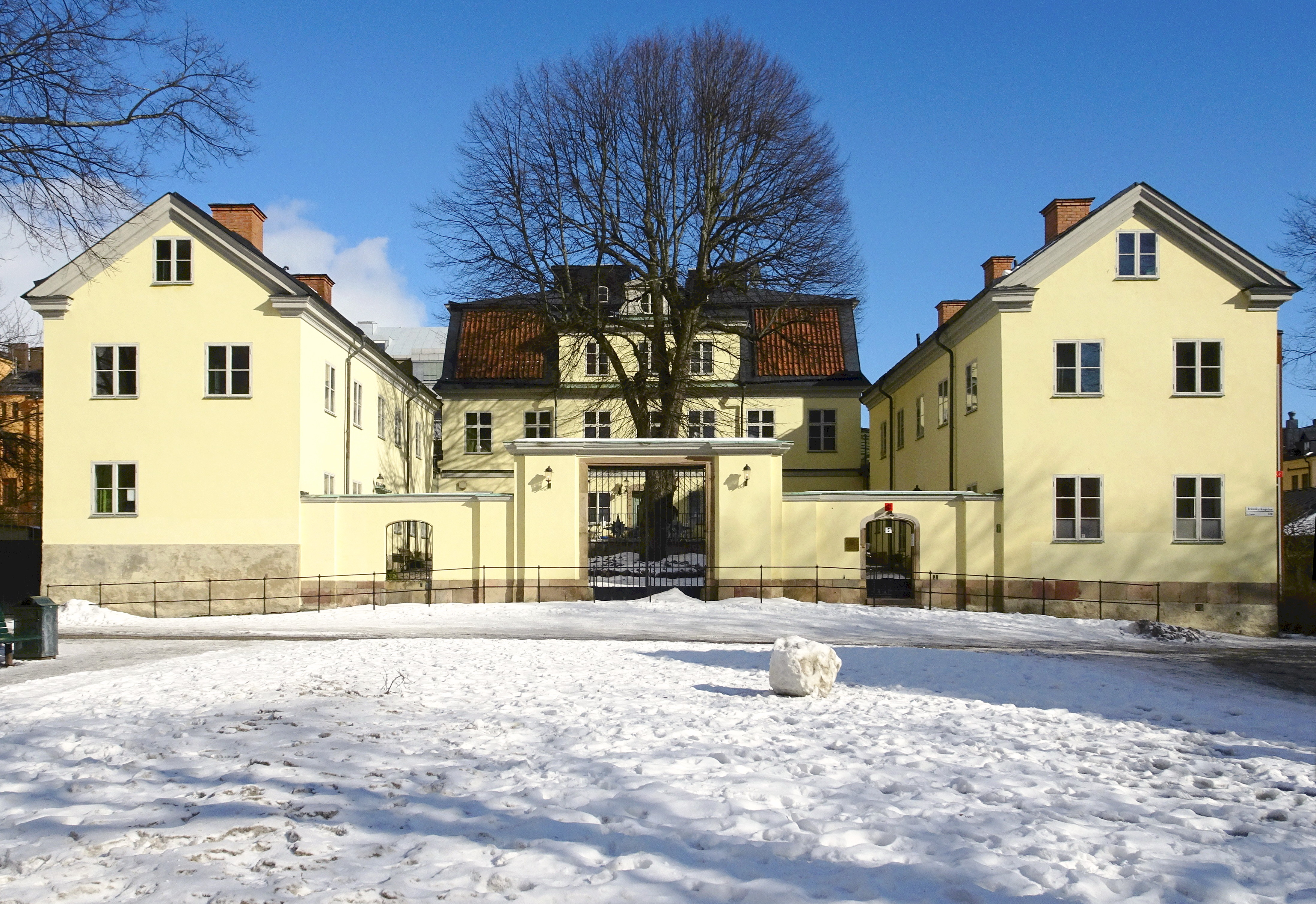
Huvudfasaden i mars 2018.

Wirwachs malmgård är en på 1770-talet uppförd egendom som ligger på västra Södermalm i Stockholm, vid korsningen av Brännkyrkagatan och Ansgariegatan. Malmgården byggdes på uppdrag av apotekaren Johan Michael Wirwach (1710-1783) och hans kompanjon Johan Christian Senckpiehl. Gården låg vid Hornskroken till dess att Ansgarieberget sprängdes bort och Hornsgatan rätades ut i början av 1900-talet.  Huvudbyggnaden och flyglarna är ovanligt välbevarade och på gården står en stor lind som ett vårdträd. Byggnaden är blåmärkt av Stadsmuseet i Stockholm vilket innebär att den representerar "synnerligen höga kulturhistoriska värden".

## Historik

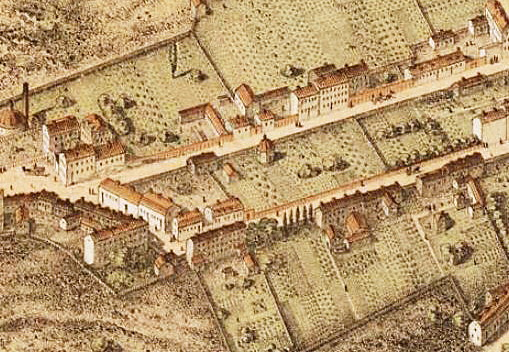
Wirwachs malmgård (längst till vänster) på Heinrich Neuhaus Stockholmspanorama från 1870-talet.

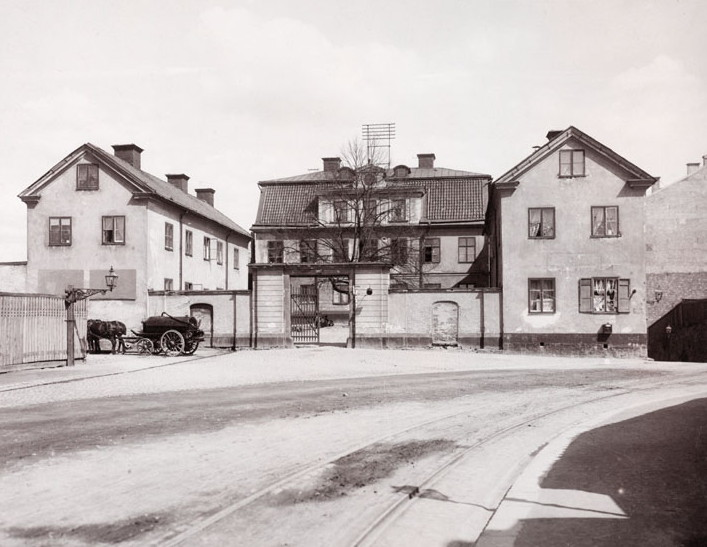
Wirwachs malmgård 1902. Vägen framför malmgården är ursprungliga Hornskroken.

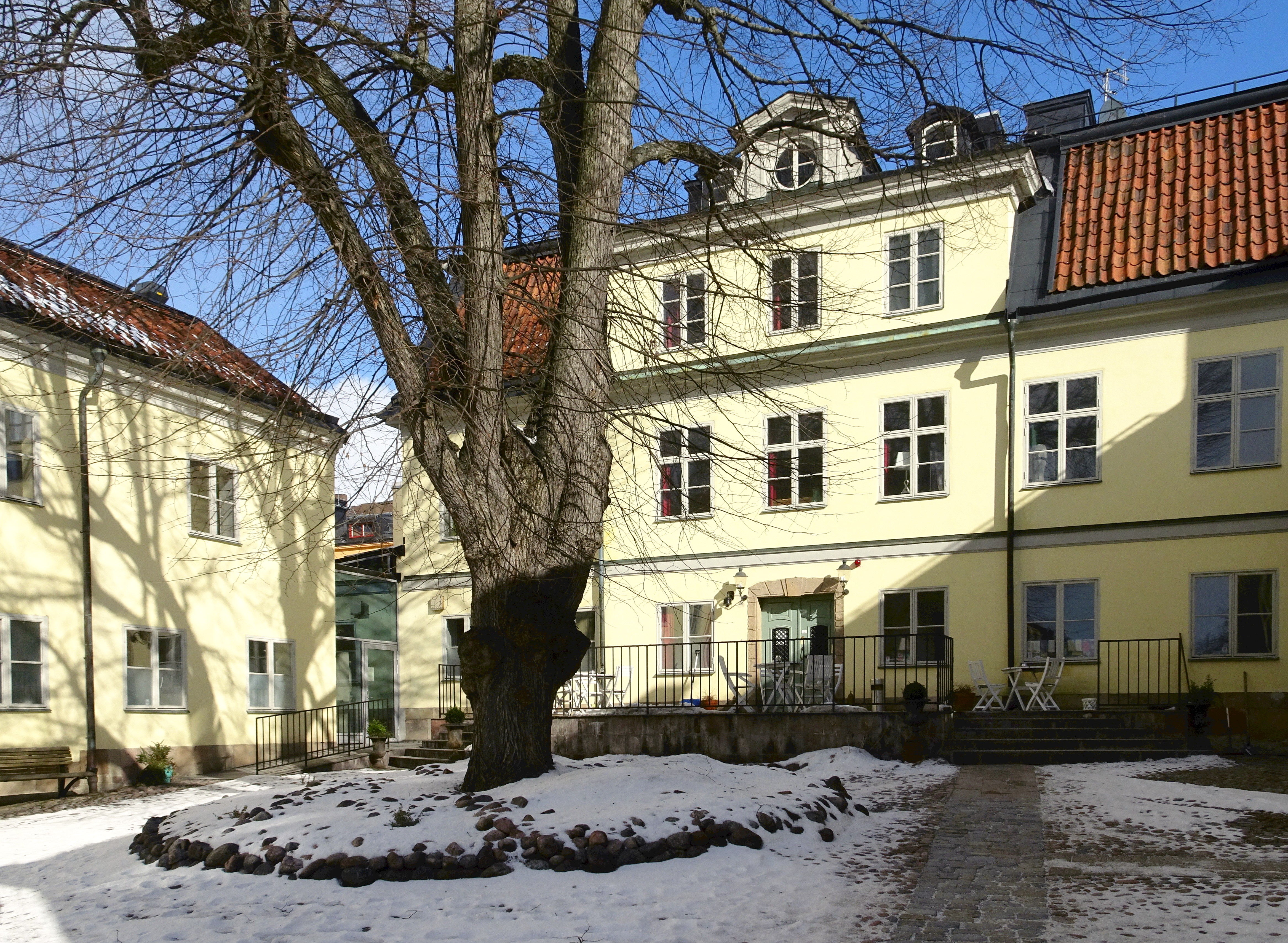
Innergården.

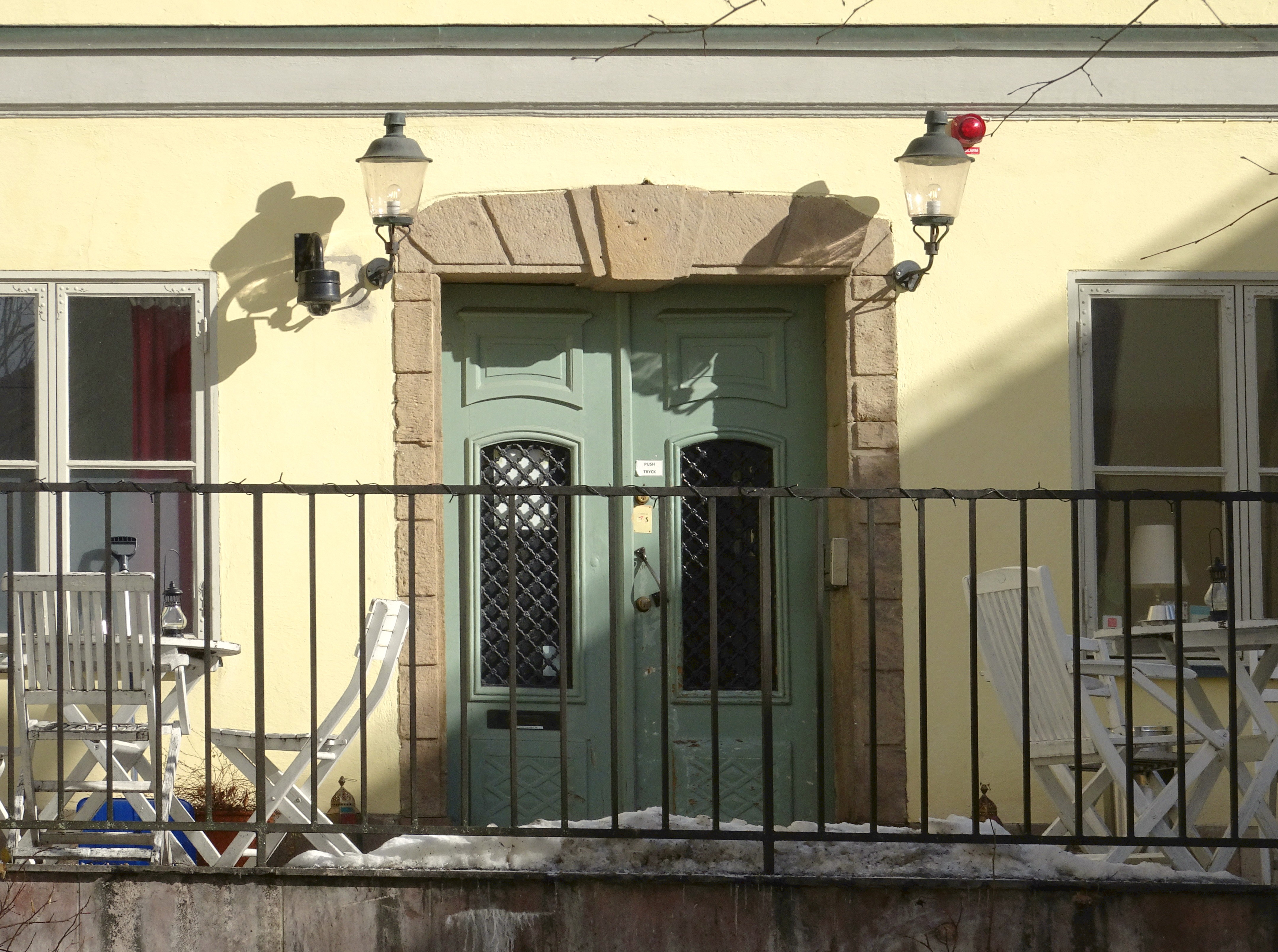
Entréportalen.

### Grosshandlare, fabrikörer och apotekare
Under 1700-talet anlades flera malmgårdar på västra Södermalm, framför allt i det som idag är Högalids församling. Området saknade vid den här tiden tätare bebyggelse så det var lätt att åstadkomma herrgårdsliknande egendomar. Ägarna var inte som tidigare adelsmän: det var i huvudsak grosshandlare och fabrikörer som byggde malmgårdar, men även en annan yrkesgrupp – apotekarna. Dessa kunde ha ett yrkesmässigt intresse av stora trädgårdsanläggningar.

### Apotekare på Enhörningen
Tyskättlingen J.M. Wirwach köpte 1740 Apoteket Enhörningen, som då låg på Götgatan. Företrädaren hade vanskött Enhörningen, men Wirwach ryckte upp apoteket till ett ansett företag. År 1741 gifte han sig med Christina Elisabeth Betulin, dottern till en handelsman som hade en del ekonomiska bekymmer. Wirwach gifte sig således knappast rikt, men genom hårt och skickligt arbete skapade han en god ekonomi. Tillsammans med sin medhjälpare J.C. Senckpiehl, som han antog till kompanjon 1769, drev han inte bara apoteket utan började också planera att anlägga en malmgård på Södermalm.

### Malmgården kommer till
På malmgårdens plats hade redan på 1720-talet funnits en gård som ägdes av skeppsklareraren Nils Smitz. 1740 ägdes den av änkan Smitz' arvingar, som arrenderade ut den till en trädgårdsmästare Lundberg. 1744 bodde trädgårdsmästare Bergman här och 1747 trädgårdsmästare Nils Ahlgren. Området, som uppenbarligen hade omfattande trädgårdsanläggningar, ägdes i början av 1770-talet av trädgårdsmästare Erik Ahlgren. Wirwach och Senckpiehl köpte det tillsammans i mars 1771. Redan i april samma år var murmästaren Johan Wilhelm Henric Elies klar med byggnadsritningarna. Wirwach och Senckpiehl betalade hälften var av bygget. Öster om gården låg den stora trädgården med åttio fruktträd och en avdelning för medicinalväxter.
I den Wirwachska malmgården var stall och fähus inrymda i flyglarna, något som inte var vanligt i Sverige vid den här tiden. I Sverige brukade man skilja mellan mangård och fägård. I utlandet var det dock vanligare att bygga på detta vis på 1770-talet.

### Den överlevande fick ärva
När gården stod färdig nyttjade de två familjerna hälften var. De hade en överenskommelse om att malmgården skulle ”hel och hållen tillfalla den av oss eller våra hustrur, som längst efterleva”. Denna deklaration uppsattes offentligt den 25 juni 1776. Johan Michael dog redan 1783 och hustrun Christina Elisabeth 1797. Johan Christian Senckpiehl dog 1811. Den som i enlighet med avtalet erhöll malmgården var hans änka, som avled först 1812.
I början av 1800-talet låg sedan ett sidenväveri i malmgården. Den Lindgrenska trasskolan, en uppfostringsanstalt för fattiga barn, höll till på där på 1870-talet. Gården kom i Stockholms stads ägo 1883. I början av 1900-talet var gården ett bostadshus med barnkrubba. Tjugo lägenheter hyrdes ut, de flesta på ett rum och kök. Dessutom hade man inrett en butik i huset. 

### Folkpartiet, arkitekter och hotell
År 1944 ansökte Högalids församling om att få använda malmgården som ungdomsgård, men av detta blev intet. 1967 byggdes gården delvis om, och året därpå flyttade Folkpartiet i Stockholms län in. Sedan höll intresseorganisationen Sveriges Arkitekter till i malmgården fram till våren 2009. Wirwachska malmgården har därefter tagits över av Per Hellsten som lät bygga om huset för hotellrörelse och här driver Hotel Hellstens Malmgård. Hotellet förfogar över 50 dubbelrum och 1 enkelrum.